# Harlan megye (Nebraska)
Harlan megye az Amerikai Egyesült Államokban, azon belül Nebraska államban található. Megyeszékhelye és legnagyobb városa Alma. Lakosainak száma 3073 fő (2020. április 1.). Harlan megye Phelps, Phillips, Furnas, Norton, Kearney és Franklin megyékkel határos.

## Népesség
A megye népességének változása:
| Lakosok száma | 3429 | 3449 | 3426 | 3513 | 3452 | 3073 |
|               | 2010 | 2011 | 2012 | 2013 | 2015 | 2020 |